# Csemegi-kódex

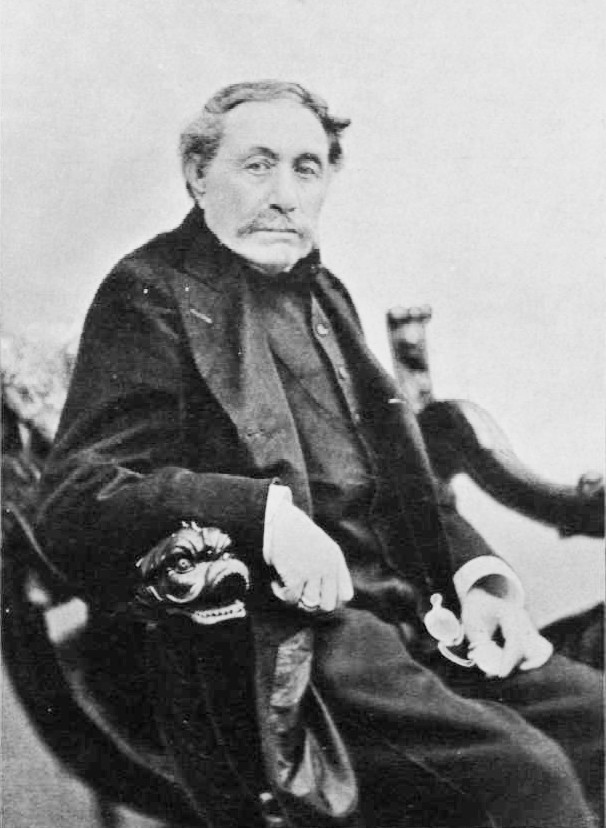
Csemegi Károly életének fő művén öt éven át dolgozott. Az 1878. évi V. törvénycikként fogadták el javaslatát a Büntető törvénykönyvről.

A Csemegi-kódex az 1878. évi V. törvénnyel színre lépő büntető törvénykönyv, az első magyar nyelvű, átfogó büntetőjogi szabályozást tartalmazó törvénykönyv volt Magyarország történelmében, amelynek általános része 1951-ig, különös része pedig 1962-ig maradt hatályban. A kódex alkotója után, Csemegi Károlyról kapta nevét. A kódex egy 9 fejezetből álló általános és egy 43 fejezetből álló különös részre oszlik, összesen 486 paragrafust számlálva. A bűncselekményeket tényállásuk súlyossága szerint bűntettekre, vétségekre valamint kihágásokra osztja, és kimondja a nullum crimen sine lege és nulla poena sine lege alapelveket, amelyeknek értelmében „bűntettet és vétséget csak azon cselekmények képezhetnek, melyet a törvény annak nyilvánít, valamint bűntett vagy vétség miatt senki sem büntethető más büntetéssel, mint amelyet arra elkövetése előtt a törvény megállapított.” A törvénykönyv sikeresen elhatárolja a kísérletet a befejezett bűncselekményektől, és csak a törvényben megállapított tényállások beállta következtében rendeli azt büntetni. Az európai trendeknek megfelelően ismeri a részességet és bűnsegély intézményét,  meghatározza a beszámítás hiányának vagy meglétének eseteit, ismérveit valamint a büntetést enyhítő vagy kizáró okokat. A büntetések palettája súlyosságuknak megfelelően a pénzbüntetéstől egészen a halálbüntetésig terjedt, ezen kívül pedig lehetőség nyílott mellékbüntetések kiszabására mint például a hivatalvesztés vagy a politikai jogok ideiglenes felfüggesztése.
A kódexet ért legtöbb kritika büntetési rendszerének túlzott bonyolultságából adódott. A mellékbüntetéseket gyakorta megfelelő rendszer, vagy akár helytelenül is alkalmazta, valamint a kiszabható fegyházbüntetések minimuma túl magasnak, maximuma túl alacsonynak bizonyult. A kódex továbbá nem szentelt megfelelő figyelmet a fiatalkorú bűnelkövetők szankcionálására, az erre vonatkozó rendelkezéséket elégtelennek tartotta a jogtudomány, azonban megoldás csak a következő században jelentkezett, a büntető novellák formájában. A túlzott jogdogmatika miatt bizonyos részei nem feleltek meg az életnek, amely tíz éven belül a felülvizsgálatának felvetéséhez vezetett el. Ám előnyeit bírálói is elismerték, ilyen volt például a részletes indoklás, amely néhol monografikus mélységekig fejtette ki a büntetőjogi tanokat. Fontos erénye volt még a fogalmak precíz jogi meghatározása, és a feudális büntetőjogi rendszerrel való szakítása is. Ezen kívül nem volt túlságosan szigorú sem, hiszen az enyhítő körülmények mérlegelése terén széles lehetőségeket adott a bíróknak a büntetés enyhítésére.

## Előzményei
A magyar jogtudomány már évekkel ezelőtt készen állt egy büntető törvénykönyv megalkotására, és a kódex előtt is születtek a témában kiemelkedő fontosságú művek. 1819-ben Vuchetich Mátyás kiadta korszerű művét „Insitutiones iuris criminalis hungarici” címen, amely az európai jogtudomány eszméit ismertette, majd 1834-ben magyarul is megjelent Cesare Beccaria „A bűnökről és büntetésükről” című műve. A politika terén is nagy teret szántak a kérdésnek, így Széchenyi István a jogegyenlőség mellett szállt síkra, míg Kossuth Lajos a Pesti Hírlapban közölt cikksorozatot a büntetőjog korszerűsítése érdekében. Szalay László ugyanitt publikált a kodifikációt és a büntetőjog legfontosabb elméleti kérdéseit tárgyaló szakcikkeket. Fontos volt még Pauler Tivadar „Büntetőjogtan” című tankönyve, amelynek jelentősége 1861 után nőtt meg, amikor az Osztrák Polgári Törvénykönyv helyett a magyar szokásjog alkalmazásához tértek vissza, és szinte kódexként használták a művet.
A kiegyezést követő években nőtt meg az igény egy büntetőjogi törvénykönyv megalkotására. Kezdetben az 1843-as büntetőtörvénykönyv-javaslat alapján kívánták ezt végrehajtani, és még új tervezet is készült. Azonban az igazságügy minisztérium ezt félrerakta, és Csemegi Károly aradi ügyvédet bízta meg 1871-ben egy új tervezet megalkotásával. A javaslat elkészítése két évig tartott, majd újabb két évig ennek átdolgozása, így végül 1875-ben került a parlament elé, ahol másfél éves vita után fogadták azt el az 1878. évi V. törvénycikkel, amely „A magyar büntető törvénykönyv a bűntettekről és vétségekről” címet viselte, majd a következő évben fogadták el az 1879. évi XL. törvényt, amely a kihágásokat szabályozta.

## Tartalma

### Általános rész
A kódex általános része 9 fejezetből áll, ezek sorrendben a következő témákkal foglalkoznak: bevezető intézkedések, törvény hatálya, büntetések, kísérlet, részesség, szándék és gondatlanság, beszámíthatóságot enyhítő vagy kizáró okok, bűnhalmazat, bűnvádi eljárás megindítását és a büntetés végrehajtását kizáró okok. A bűncselekményeket súlyuk szerint három részre, bűntettekre, vétségekre és kihágásokra osztották fel. A felosztás alapja az európai tapasztalatok voltak. Bűntettnek számítottak a nagyobb súlyú, szándékos jogsértések, vétségnek a kisebb súlyú szándékos jogsértések, illetve a gondatlanságból elkövetett cselekmények. A kihágások nem voltak valódi jogsértések, csupán bizonyos cselekményekből származó jogsértések megelőzése végett alkotott törvények megszegése. Ilyen volt a koldulás, amelyet kihasználva akár mások házába is behatolhattak, vagy egy merénylet számára mérhették fel a terepet. Így a kihágásról szóló törvények megelőző jellegűek, míg a bűntettekről és vétségekről szólók megtorló jellegűek voltak.
A kódex első szakasza deklarálta a nullum crimen sine lege és nulla poena sine lege alapelveket, kimondva, hogy „bűntettet és vétséget csak azon cselekmény képez, melyet a törvény annak nyilvánít. Bűntett vagy vétség miatt senki sem büntethető más büntetéssel, mint amelyet arra elkövetése előtt a törvény megállapított.” A szabály célja az analógia kizárása volt, ugyanis el akarták kerülni, hogy a bíróság átvegye a törvényhozás szerepét. Mint az indoklásban is kifejti Csemegi, ezzel az addig fennálló bírósági gyakorlat felszámolására irányul, amely nem a törvények alapján, hanem saját eszméi szerint ítélkezik, és a bűncselekményeket saját erkölcsi mércéjéhez méri. Szintén komoly probléma volt, hogy a bírók döntötték el, mi számít bűncselekménynek, és mi nem. A Btk. használja a cselekmény szót is, középpontjában ez áll, és magában foglalja mind a cselekvést, mind a mulasztást. A mű fő büntetőjogi szemlélete nem a korábbi tettes-büntetőjogi koncepció, hanem tettbüntetőjogi szemléletet valósít meg. Így nem azt határozza meg, hogy ki számít tolvajnak, hanem azt, hogy mi számít lopásnak.
A kódex a büntetőjogi felelősség korhatárát 12 éves korra tette, azonban a 12 és 16 év közöttiek büntetőjogi kiskorúaknak számítottak, és számukra büntetlenséget mondott ki, ha nem bírtak elég belátással bűnösségük felismerésére. Őket viszont javítóintézetben helyezhették el, a 20 éven aluliakat pedig hat hónapig terjedő magánelzárásra ítélhették megjavításuk céljából. A 16. életév betöltésétől kezdve számított valaki büntetőjogilag nagykorúnak. A kódex különveszi a kísérletet a már befejezett cselekményektől, bűntett esetén mindig, vétség esetén csak a különös részben meghatározott esetekben rendeli büntethetőnek, és büntetése enyhébb kell legyen, mint a véghezvitt cselekményé. Az elkövető büntetlenségét mondta ki abban az esetben, ha ő a kísérlettől önként elállt, vagy pedig annak eredményeit elhárította. Az előkészületet abban az esetben nyilvánította bűncselekménynek, ha az maga is egy önálló bűncselekményt képezett.
A kódex ismerte a bűnrészesség fogalmát, és annak két fajtáját, a felbujtást és a bűnsegélyt, ezen kívül a bűnpártolást önálló bűncselekményként határozta meg. Azonban nem került sor a szándékosság és gondatlanság, illetve a beszámítási képesség meghatározására, ennek feladatát a törvény a tudományra bízta. A törvény meghatározza a cselekmény beszámíthatóságát (vagy mai kifejezéssel büntethetőségét) kizáró okokat, illetve az eljárás megindítását és a büntetés végrehajtását kizáró okokat. Ezen kívül ismerte még a halmazatot is, amikor egy elkövető egy bűncselekményt többször vagy több különböző bűncselekményt követ el egyszerre. A kódex a büntetések terén hat különfélét különböztetett meg: halálbüntetés, fegyház, államfogház, börtön, fogház, pénzbüntetés. Ezekkel együtt lehetséges volt a hivatalvesztést és a politikai jogok gyakorlásának ideiglenes eltiltását is, mint mellékbüntetést kiszabni.

### Különös rész
A kódex különös része 43 fejezetből áll, és a bűncselekmények közül a hasonlókat együtt tárgyalja. Az első 8 fejezet az uralkodó és az állam rendje elleni, a 9-13. fejezet a társadalmi rend elleni, a 14-36. fejezet a személy- és vagyon elleni, a 37-40. fejezet az állam- valamint az államigazgatás rendje elleni, a 41. és 42. fejezet a hivatali bűncselekményeket szabályozza. Az 1843-as javaslattal ellentétben a különös rész nem három részre (1. állam elleni, 2. társadalom elleni, 3. egyesek elleni) osztja a bűncselekményeket, hanem a Code Pénal rendszerét átvevő német törvény beosztását utánozza le. A kódexben a legsúlyosabb bűncselekményeknek a király elleni merénylet, illetve annak kísérlete, illetve a gyilkosság számítottak, ezeket halállal büntették. A kódex tartalmazott a sztrájkszervezők elleni törvényt is, akik hat hónapi elzárással voltak büntethetők. A 172. §-a büntette a nemzetiség, az osztály, a hitfelekezet, a tulajdon, a házasság elleni izgatást.
Az emberölés terén megkülönböztetést tett a szándékos és gondatlanságból elkövetett életkioltás között, ezeket pedig további alcsoportokra bontotta. Gyilkosságként az előre megfontolt szándékkal elkövetett emberölést nevezte, ezen kívül létezett még a megfontolt szándékból elkövetett emberölés és az erős felindulásban elkövetett emberölés, valamint itt tárgyalta az eutanáziát, az öngyilkosságban való közreműködést (amibe az amerikai párbaj is beletartozott), a gyermekölést, a magzatelhajtást és a koránál vagy állapotánál fogva ápolásra szoruló személy elhagyását vagy kitételét. A gondatlan emberölés terén a műszaki fejlettség miatt csupán egyetlen minősített esetre volt szükség, amely a szakmában való járatlanság, szabályszegés miatti halálokozást szabályozta. A kódex szabályozta a testi sértést is, amelyet három kategóriára osztott fel, amelyben a felépülési idő 8. és 20. napja volt a döntő. A 20 napon túl gyógyuló sérülések esetén súlyos testi sértésről beszélt, amelyet 3 évig terjedő börtönbüntetéssel büntetett.
A kódex védi az egyes személyek becsületét is, még haláluk után is, és teret enged a valóság bizonyításának is. A becsület ellen két bűncselekményt, a rágalmazást és a becsületsértést határoz meg. Külön rendelkezik a sajtóorgánumokon keresztül elkövetett rágalmazásról, és kötelezően elrendelte, hogy az ügyben hozott bírói ítéletet indoklással együtt az adott nyomtatvány kihirdetés utáni első számában az első oldalon tegyék közzé.
A kódex mintegy ötven paragrafust, hat fejezetet szánt a vagyon elleni bűncselekményeknek. A következő bűncselekményeket szabályozta a törvény: lopás, rablás, zsarolás, sikkasztás, zártörés, hűtlen kezelés, jogtalan elsajátítás, orgazdaság, bűnpártolás, csalás. A lopásnak mintegy tizenkét minősített esetét határozza meg, mint például betöréses lopás, vallási szertartáshoz való tárgy ellopása, hivatali lopás, stb. A lopás csupán két forintot meg nem haladó élelmiszer esetén számított kihágásnak, amúgy minden más esetben bűntett volt, és minimum hat havi börtönnel büntették.

## Fogadtatása
A Csemegi-kódexet számos bírálat érte még elfogadása előtt is. Az országgyűlési vita során Komjáthy Béla ellenzéki képviselő amiatt emelt szót, mert a kódex igen lényeges kérdésekben eltér az 1843-as javaslattól, így bevezeti a halálbüntetést és a büntetési minimumot, és nem kettős, hanem hármas rendszerben osztja fel a bűncselekményeket. A lopások igen kemény megítélése, és értékhatártól függetlenül bűntettnek nyilvánítása úgyszintén komoly kritikákra adott okot, hiszen egy kis értékben elkövetett lopás már hat hónap börtönnel járt. Ezzel szemben a kódex egyáltalán nem szabályozta a leánykereskedelem ügyét, mivel annak bizonyítását nehéznek tartotta, így nem rendelte büntetendő cselekménynek. Ennek büntetését csak az 1908-as büntetőnovella rendelte el.
Az 1843-as javaslat teljes mellőzése is komoly felháborodást váltott ki, amely egyrészt Csemegi kodifikátori ambíciói, másrészt a jogdogmatika iránti rajongásának eredménye, amelynek ő sokkal inkább volt tudósa, mint törvényhozója. A legkomolyabb kritika azonban a kódex büntetési rendszerét érte, amelyet túl bonyolultnak, néhol túl szigorúnak, máshol viszont túl megengedőnek találtak. Ezen véleményekre hatást gyakorolt a törvény elfogadásának éveiben induló azon kriminalisztikai irányzat, amely a túlzott dogmatizálás veszélyeire hívta fel a figyelmet. Ennek ellenére az elfogadást követő évtizedekben az általános elismerés volt az uralkodó megítélés, és csupán a századforduló új büntetőjogi irányzatai illették éles kritikával azt. A kódexszel szemben az 1950-es években fogalmazták meg a legerősebb kritikákat, főleg amiatt, hogy az a tőkés társadalmi rend védelmezője volt, jelentősen eltért az 1843-as javaslattól, amelyet visszalépésként értékeltek, és a klasszikus büntetőjogi iskola elkésett alkotása volt.

## Módosításai
Mivel a kódex több hiányossággal is küzdött, így például igen merev büntetéskiszabási rendszere volt, és néhol túl bonyolult, a minisztérium már 1888-tól foglalkozott módosításának gondolatával, és a századfordulón több tervezet is született. Ekkorra a közvetítő irányzat került a tudományos életben uralkodó helyzetbe, így ennek megfelelően kezdték meg a törvénykönyv átalakítását. Az első lépés az 1908. évi XXXVI. törvénycikk, vagyis az első büntetőnovella volt, majd az 1913. évi XXI. törvénycikk a közveszélyes munkakerülésről. Ez bevezette a büntetés feltételes felfüggesztését, az egy hónapot meg nem haladó fogház vagy pénzbüntetés esetén. A másik fontos változás a 12 és 18 év közöttiek büntetésével volt kapcsolatos. A korábbi szemlélettel ellentétben, hogy őket ugyanúgy büntessék, mint a felnőtteket, pedagógiai intézkedéseket vezettek be, mint a dorgálás, próbára bocsátás és javító nevelés. Szabadságvesztést csak fogházban vagy államfogházban lehetett számukra kiszabni, és 20 éves kor alatt nem lehetett senkit halálra ítélni.
A közveszélyes munkakerülésről szóló törvény bevezette a dologházat, mint a büntetés új fajtáját. Dologházba a munkakerülőnek nyilvánított embereket utalhatták fogházbüntetés kiszabása helyett, nélkül vagy a büntetés letöltése után. A Horthy-korszakban a kódex államrendet védő rendelkezéseit az 1921. évi III. törvénycikk váltotta fel, amely szigorította a büntetések mértékét, tág értelmezési lehetőséget teremtett a bűnüldöző hatóságoknak, kiterjesztette a büntetőjogi felelősséget. Az 1928. évi X. törvénycikk vagy második büntetőnovella, a kódex második jelentős módosítása volt, amely bevezette a szigorított dologházat. A korszak során többször szigorították és kiegészítették az állami elleni bűncselekményekre vonatkozó rendelkezéseket. A második világháborút követő időszakban került sor a harmadik büntetőnovella, az 1948. évi XLVIII. törvény elfogadására, amely jogtechnikai módosításokat hajtott végre, hatályon kívül helyezett több elavult büntetőjogi rendelkezést, bevezette az elmebeteg bűnelkövetők őrizetét, és új bűncselekményeket vezetett be, mint például a segítségnyújtás elmulasztása, az országhatár tiltott átlépése stb.
A Csemegi-kódex általános része 1951-ig, mintegy 70 évig volt hatályban. Ezt az 1950. évi II. törvény, a Büntetőtörvénykönyv Általános Része (Btá.) váltotta fel, amely a szovjet büntető jogtudomány tapasztalataira támaszkodott. A különös rész azonban ezt követően is hatályban maradt, felváltására 1954-től kezdve készültek, ám az 1956-os forradalom és a politikai változások miatt erre csak az 1962-ben hatályba lépő 1961. évi V. törvénnyel került sor.